# Lembosiopsis
Lembosiopsis es un género de hongos de la familia Asterinaceae. Se desconoce la relación de esta familia con otros taxones de la clase (incertae sedis).